# Cryptus piliceps
Cryptus piliceps är en stekelart som beskrevs av Kokujev 1905. Cryptus piliceps ingår i släktet Cryptus och familjen brokparasitsteklar. Utöver nominatformen finns också underarten C. p. nigrofemoratus.